# 鰭足

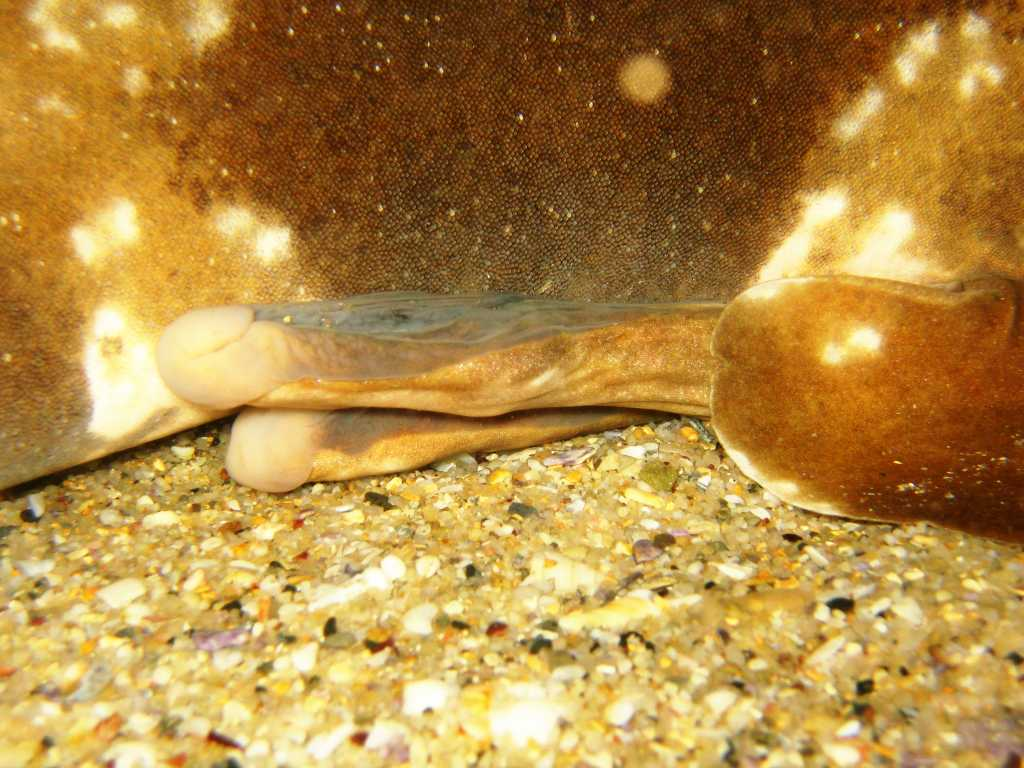
斑點鬚鯊的鰭足

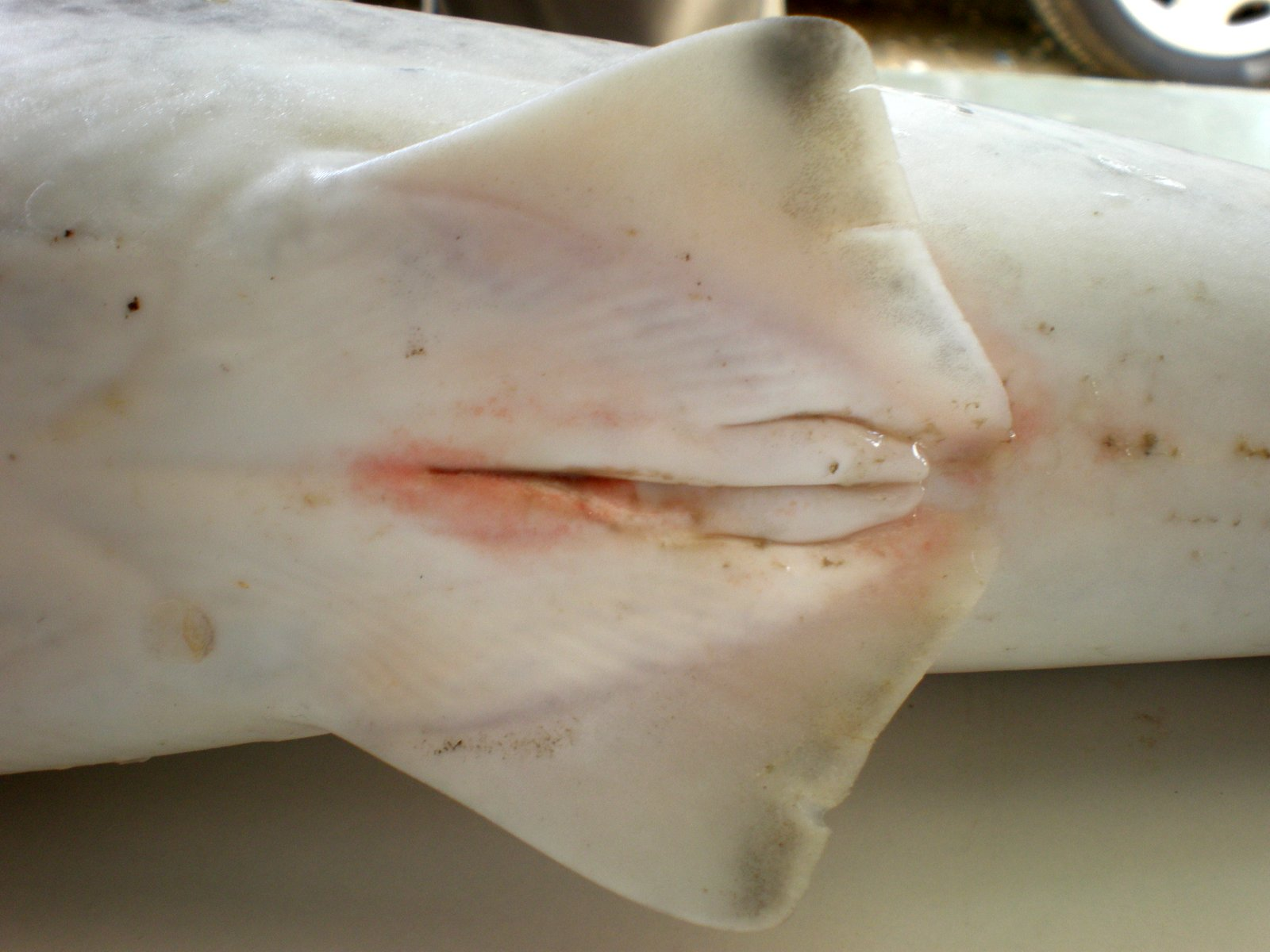
薔薇真鯊的鰭足

鰭足是在一些雄性動物身上發現的一種常用於交配的器官。
雄性軟骨魚綱的鰭足是由其後部的腹鰭形成的，是用來將精子送入雌性泄殖腔的插入器。在交配時，雄性的鰭足會先吸入水，然後連帶精子一起射入雌性的泄殖腔中。